# Линел Китамбала
Линел Китамбала е френски футболист, играещ като крило в Левски (София). Роден е 26 октомври 1988 г. в Крей.

## Кариера
След като сменя няколко клуба в юношеските си години Линел Китамбала подписва своя първи професионален договор с тима на Оксер. Записва 8 мача в първия си сезон в мъжкия футбол, а през юли 2009 г. е даден под наем на Дижон. През 2010 г. Китамбала подписва договор с ФК Лориан, където остава един сезон. През 2011 г. Сент Етиен го купува за сумата от 2.5 милиона евро. Не успява да се наложи като титуляр и следват два сезона, в които е преотстъпван под наем първо в Динамо Дрезден, а после отново в Оксер. През 2014 г. подписва с белгийския Спортинг Шарлероа, където записва 28 срещи с 5 отбелязани гола. На 14 септември 2014 г. подписва 2-годишен договор с българския Левски София.